# محلية شرق سنار
محلية شرق سنار، هي إحدى محليات، ولاية سنار في السودان، تأسست بقرار صادر من مجلس الوزراء رقم (14) بتاريخ الثالث عشر من ربيع الأول، الموافق أبريل عام 2007م وتتمياز محلية شرق بموقع جغرافيا، وارض خصبة للزراعة، مما جعل بها عدد من المشاريع الزراعية، كم تزرع فيها مساحات كبير تزرع بالأمطار، إن حاضرة محلية شرق سنار مدنية ودالعباس.

## مساحتها
تبلغ مساحتها 2670 كلم مربع وتمثل نسبة 7%من مساحة ولاية سنار الكلية

## الوحدات الإدارية
- وحدة الريف الشرقي
- وحدة ودالعباس
- وحدة 44ودتكتوك
- وحدة دوبا

### المجلس المحلي
مقره في ودالعباس عدد أعضاء المجلس التشريعي 23 عضو